# 자궁경부염

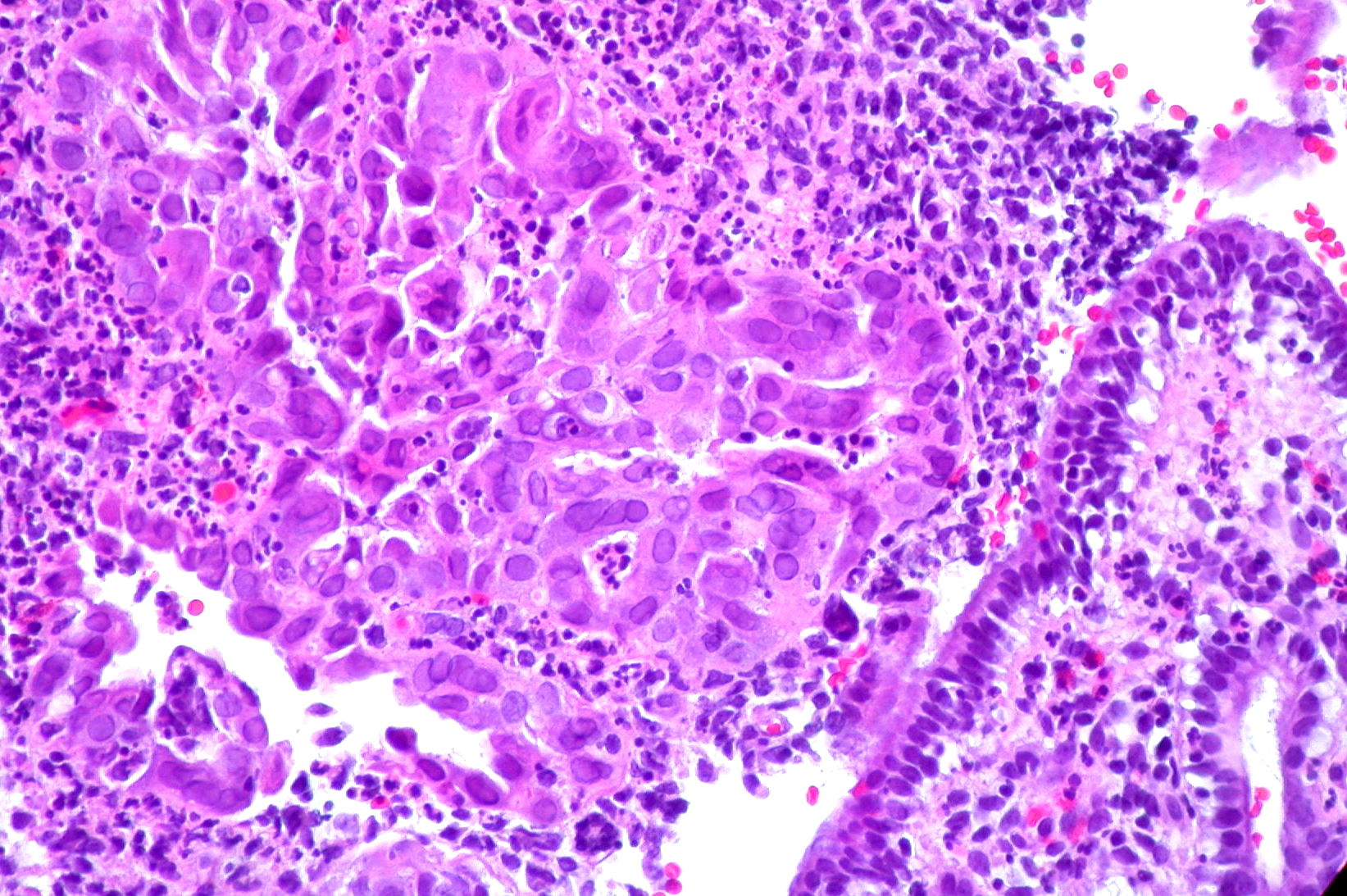

자궁경부염(子宮頸部炎, cervicitis) 또는 자궁경관염(子宮頸管炎), 자궁목염(子宮-炎)은 자궁경부의 염증이다. 여성의 자궁경부염은 남성의 요도염과 수많은 기능을 공유하며 다수가 성병에 의해 발병한다. 사망에 이를 수 있다. 자궁경부염의 비감염성 병인에는 자궁 내 장치(자궁 내 피임기구), 질격막, 또 살정제나 라텍스 콘돔에 대한 알레르기 반응이 있을 수 있다. 이 질병은 훨씬 더 단순한 질병이면서 단순한 운동으로 쉽게 바로잡을 수 있는 질경련과 종종 혼동되기도 한다.

## 병인
자궁경부염은 수많은 감염 중 어느 것을 통해서도 감염될 수 있으며, 이 가운데 가장 흔한 것이 클라미디아 감염증과 임질인데, 클라미디아 감염증의 경우 전체 사례 중 약 40%를 차지한다.

## 점액농성 자궁경부염
점액농성 자궁경부염(Mucopurulent cervicitis, MPC)은 자궁경관에 고름 삼출이 보이는 특징이 있다.